# روبرت موسباكر
روبرت موسباكر (بالإنجليزية: Robert Mosbacher)‏ (و. 1927 – 2010 م) هو سياسي من الولايات المتحدة الأمريكية ولد في مونت فيرنون، نيويورك.
وهو عضو في الحزب الجمهوري .

## روابط خارجية
- روبرت موسباكر على موقع مونزينجر (الألمانية)
- روبرت موسباكر على موقع إن إن دي بي (الإنجليزية)